# Solomon Newton Pettis

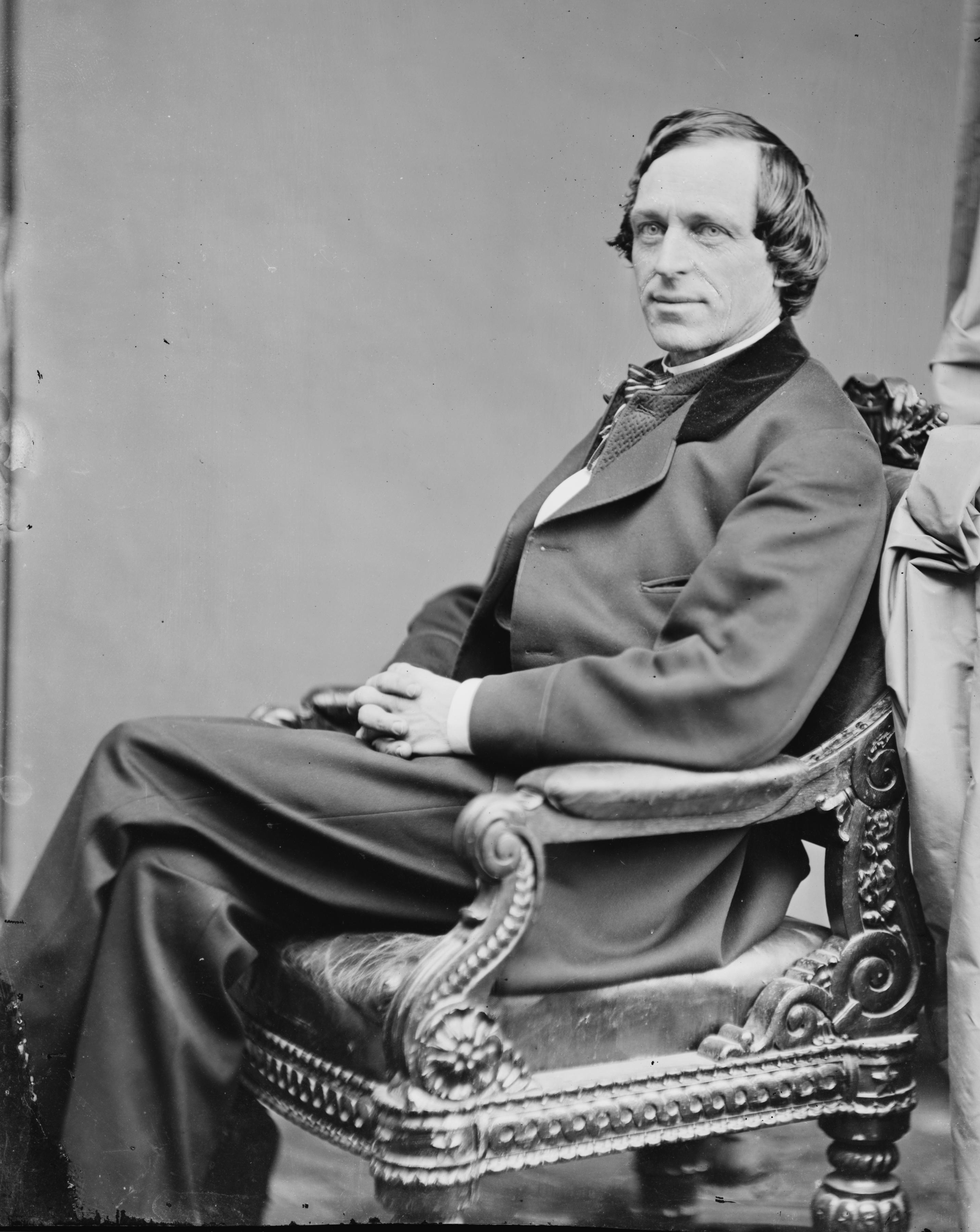
Solomon Newton Pettis

Solomon Newton Pettis (* 10. Oktober 1827 in Lenox, Ohio; † 18. September 1900 in Meadville, Pennsylvania) war ein US-amerikanischer Politiker. In den Jahren 1868 und 1869 vertrat er den Bundesstaat Pennsylvania im US-Repräsentantenhaus.

## Werdegang
Solomon Pettis besuchte vorbereitende Schulen. Nach einem anschließenden Jurastudium und seiner 1848 erfolgten Zulassung als Rechtsanwalt begann er in Meadville in diesem Beruf zu arbeiten. In den Jahren 1861 und 1862 war er beisitzender Richter im Colorado-Territorium. Danach kehrte er nach Meadville zurück, um seine Anwaltstätigkeit fortzusetzen. Politisch wurde er Mitglied der Republikanischen Partei.
Nach dem Tod des Abgeordneten Darwin Abel Finney wurde Pettis bei der fälligen Nachwahl für den 20. Sitz von Pennsylvania als dessen Nachfolger in das US-Repräsentantenhaus in Washington, D.C. gewählt, wo er am 7. Dezember 1868 sein neues Mandat antrat. Da er bei den regulären Kongresswahlen des Jahres 1868 nicht bestätigt wurde, konnte er bis zum 3. März 1869 nur die laufende Legislaturperiode im Kongress beenden.
Nach dem Ende seiner Zeit im US-Repräsentantenhaus praktizierte Pettis wieder als Anwalt in Meadville. Zwischen Juni und Oktober 1879 war er amerikanischer Gesandter in Bolivien. Danach kehrte er nach Meadville zurück, wo er bis zu seinem Tod am 18. September 1900 als Anwalt tätig war. Dort wurde er auch beigesetzt.